# زوریوتار
زوریوتار (به لاتین: Zoriotar) یک منطقهٔ مسکونی در روسیه است که در شهرستان نوولاکسکی واقع شده‌است.